# Émeutes à New York
Émeutes à New York est la quarante-cinquième histoire de la série Les Tuniques bleues de Lambil et Raoul Cauvin. Elle est publiée pour la première fois du no 3329 au no 3339 du journal Spirou, puis en album en 2002. Elle relate un évènement survenu à New York, connu sous le nom de Draft Riots (en français : « émeutes de la conscription ») lors de la Guerre de Sécession.

## Résumé
Aux États-Unis, pendant la Guerre de Sécession, de nombreux soldats sont morts. Pour les remplacer, le président Abraham Lincoln a mis en place la conscription. Le sergent Chesterfield et le caporal Blutch sont envoyés avec leur régiment à New-York pour superviser les opérations de recrutement des nouvelles recrues. Les hommes riches peuvent s'acquitter d'une taxe de 300 $ pour éviter de partir au combat, ce au détriment des plus pauvres. Les hommes pauvres décident de prendre les armes et de se révolter contre le système de conscription. Le sergent et le caporal vont devoir se fondre dans les émeutiers pour pouvoir rester en vie. Au fil des pages, la trame suit les émeutes qui se sont déroulées à New-York en Juillet 1863. Les deux héros finissent par retrouver leur régiment qui avait fui les révoltes.

## Personnages
- Sergent Chesterfield
- Caporal Blutch